# Trípoli español
Trípoli, hoy la capital de Libia, fue un presidio del Imperio español en el norte de África entre 1510 y 1530. La ciudad fue capturada por las fuerzas españolas en julio de 1510, y durante las siguientes dos décadas fue administrada como un puesto avanzado que cayó bajo la jurisdicción del virrey español del Sicilia. La ciudad fue otorgada como feudo a los Caballeros Hospitalarios en 1530, y estos últimos gobernaron la ciudad hasta 1551.

## Historia
Trípoli fue capturada por una fuerza española liderada por el conde Pedro Navarro en 1510, y la mayor parte de la población de la ciudad fue asesinada, esclavizada o desplazada en el proceso. Posteriormente, los españoles alentaron a los colonos cristianos a repoblar la ciudad, aunque estos intentos fueron en gran medida infructuosos. Más tarde, los españoles también alentaron a los antiguos habitantes musulmanes a regresar a Trípoli, y permitieron que el jeque que había sido exiliado en Sicilia regresara. Estos esfuerzos también fueron infructuosos.
El control español de la ciudad y su interior siguió siendo tenue y nunca estuvo totalmente asegurado. Su autoridad solo estuvo presente de manera intermitente en áreas ubicadas a 16,1 km de la ciudad. Los piratas berberiscos planearon un ataque a la ciudad en 1512, y la ciudad fue amenazada aún más después de que Oruç Reis y Hayreddin Barbarroja capturaron Argel de España en 1515. El jeque escapó a Tajura en 1526, que posteriormente se convirtió en una base para la resistencia musulmana contra el dominio español. Los españoles realizaron algunas obras de reparación en el castillo de Trípoli tomando piedra de las fortificaciones de la ciudad, pero por lo demás las defensas fueron descuidadas.
Después de que los Caballeros Hospitalarios fueran expulsados de su base en Rodas durante el asedio otomano en 1522, iniciaron negociaciones con el rey español Carlos I, quien les ofreció Trípoli y las islas de Malta y Gozo como su nueva base. Una delegación enviada por los Hospitalarios elaboró un informe en el que se afirmaba que estas ubicaciones eran desfavorables y que se mostraban reacios a aceptar tanto Trípoli como las islas maltesas debido a la distancia entre ellas y los considerables gastos que serían necesarios para mantenerlas.
Los Hospitalarios finalmente aceptaron Trípoli, Malta y Gozo como feudo el 23 de marzo de 1530, y tomaron el control de la ciudad el 25 de julio. Trípoli permaneció bajo el gobierno de los Hospitalarios hasta 1551, cuando fue capturada por el Imperio otomano.

## Gobierno
Trípoli estaba administrada por un Gobernador, y estaba bajo la jurisdicción del Virrey del Sicilia.

## Economía
Mientras Trípoli estuvo bajo el dominio español, hubo cierto comercio entre Europa y África a través de la ciudad, pero fue muy limitado. La principal fuente de ingresos de la administración española era un impuesto sobre la importación de esclavos.